# Scholbox
De Scholbox is een reservaat in de Noordzee dat in 1989 is ingesteld ter bescherming van jonge schol.
Het gebied ligt ten noorden van de Nederlandse en Duitse Waddeneilanden en ten westen van de Deense Waddeneilanden en heeft een oppervlakte van 40.000 vierkante kilometer. Het is verboden voor boomkorkotters met een motorvermogen van 300 pk of meer. Aanvankelijk gold het verbod alleen tijdens het tweede en derde kwartaal, maar sinds 1994 is het verbod gedurende het gehele jaar van kracht.
Deze beheersmaatregel is ingesteld wegens overbevissing van schol. Door jonge schol te beschermen, zo was de gedachte, kan die weer uitgroeien tot volwassen exemplaren, waardoor de scholstand zou toenemen. Deze verwachting blijkt echter niet uitgekomen. In 1997 was wel het aantal jonge schollen in het gebied toegenomen. Het aantal volwassen schollen nam af en daarmee ook de vangst. Vermoed wordt dat de jonge schol naar gebieden buiten de scholbox trekt. Als mogelijke verklaringen worden onder meer een stijgende watertemperatuur genoemd, en grotere voedselrijkdom voor de schol als onbedoeld neveneffect van boomkorvisserij aan de randen van de scholbox. Dat boomkorkotters met een motorvermogen van minder dan 300 pk toch nog in het gebied mogen vissen zou volgens bioloog Adriaan Rijnsdorp geen verklaring zijn, omdat het totaal aantal uren dat binnen het gebied wordt gevist aanzienlijk is afgenomen.